# Famille nucléaire égalitaire
 (décembre 2018).
La famille nucléaire égalitaire désigne, dans la typologie des systèmes familiaux de l'historien Emmanuel Todd, un système dans lequel les relations entre parents et enfants sont de type libéral, et les relations entre frères de type  égalitaire. Elle est basée sur les notions de liberté et d’égalité, sur l’individualisme, et le refus de l’autorité.
Frédéric Le Play avait défini ce concept en Europe au XIXe siècle sous le terme de famille instable, à côté de deux autres types familiaux, la famille souche et la famille patriarcale. Emmanuel Todd le réactualise dans les années 1980 par ses travaux portant sur les systèmes familiaux et leur influence sur les idéologies et les systèmes politiques et économiques dans le monde.

## Valeurs portées par la famille nucléaire égalitaire
La famille nucléaire égalitaire prédispose à une vision universaliste, libérale et égalitaire facilitant l’assimilation des peuples. La Contre-Réforme se développa sur ces thèmes : tous les hommes sont égaux et il y a un certain libre-arbitre qui réduit l’autorité divine.

## Implantation
Selon Emmanuel Todd, la famille nucléaire égalitaire représente plus de 10 % de la population mondiale et un quart de la population totale en Europe, selon des chiffres de 1983.
Ce système familial est fortement présent au centre et dans le Sud de l'Espagne, en Grèce, au nord-ouest de l'Italie ainsi que le tiers sud incluant la Sicile, en France dans le bassin parisien, en Pologne, au centre du Portugal, en Roumanie, et dans toute l'Amérique latine.